# تولا (كوهسرخ)
تولا هي قرية في مقاطعة كوهسرخ، إيران. عدد سكان هذه القرية هو 1,181 في سنة 2006.